# Seleniuro di zinco
Il seleniuro di zinco (ZnSe), è un composto solido binario di colore giallo chiaro. Ha la proprietà di essere un semiconduttore intrinseco con un gap di banda di circa 2,7 eV a 25 °C. Presenta una  entalpia di formazione standard di 177.6 kJ/mol a 25 °C. Adotta una struttura cristallina zincoblenda con costante di cella a=566,8 picometri.
Il ZnSe si trova raramente in natura, è stato trovato nel minerale stilleite che deriva il suo nome da Hans Stille.

## Applicazioni
- ZnSe è usato per le forme II-VI dei diodi ad emissione luminosa (LED) e dei diodi laser. Emette luce blu. Risulta essere suscettibile a  dopaggio di tipo n con, per esempio, elementi alogeni. Il dopaggio di tipo p è più difficile, ma eseguibile introducendo azoto.
- ZnSe accoppiato con cromo (ZnSe:Cr) è stato usato come mezzo amplificatore laser infrarosso che emette a circa 2.5 µm.
- Si usa come materiale ottico infrarosso con una grande ampiezza di trasmissione (da 0.6 µm a 20 µm). Il suo indice di rifrazione è di circa 2,67 a 550 nm (verde), e circa 2,40 a 10,6 µm (LWIR). ZnSe è prodotto come fogli microcristallini attraverso sintesi da H2Se in forma gassosa e vapori di zinco. Quello con grado Lasertran (trademark of Rohm & Haas) è senza assorbimenti o inclusioni ed è usato in particolare per laser ottici CO2 a 10,6 micrometri di lunghezza d'onda. Risulta essere un materiale molto importante per l'IR. Nella vita quotidiana, si usa come entrata ottica di termometri "da orecchio" e può essere visto come una piccola finestra gialla. È stata commercializzata una forma a basso grado di ZnSe con il nome di Irtran-4 ma è obsoleta. Anche, Raytran un trade mark della Raytheon Company non è più disponibile. Il seleniuro di zinco può reagire lentamente per esposizione all'aria se poco puro, ma generalmente questo non costituisce un problema. Fa eccezione l'uso in strumenti ottici per la spettroscopia o nel fenomeno dell'angolo di Brewster, rivestimenti antiriflessivi o separatorio fascio di luce sono generalmente impiegati.
- ZnSe accoppiato con tellurio (ZnSe(Te)) è uno scintillatore con picco di emissione a 640 nm, da usare per l'accoppiamento con fotodiodi. Si usa nei detector raggi x e raggi gamma. Gli scintillatori a ZnSe sono molto diversi da quelli a ZnS.

## Chimica
ZnSe reagisce con acidi formando il gas tossico seleniuro di idrogeno.
Il seleniuro di zinco viene fatto accrescere tramite tecniche di deposizione chimica da vapore come la MOVPE.